# Odznaka Honorowa Wojskowa
Odznaka Honorowa Wojskowa (niem. Militär-Ehrenzeichen) – trzynaste pod względem starszeństwa odznaczenie pruskie.

## Historia
Odznaka została ustanowiona w 1793 przez króla Fryderyka Wilhelma II, odrestaurowana 30 września 1830 przez jego syna Fryderyka Wilhelma III i zreorganizowana 27 lutego 1864 przez Wilhelma I, późniejszego cesarza niemieckiego (m.in. poprzez wprowadzenie złotego krzyża).
W hierarchii pruskich odznaczeń państwowych znajdowała się za Krzyżem Zasługi dla Kobiet i Dziewcząt, a przed Odznaką Honorową Powszechną.

## Podział i insygnia
Odznaczenie było podzielone na trzy klasy (stopnie):
1. Krzyż Zasługi Wojskowej – złoty krzyż (o kształcie i wielkości oznaki Orderu Orła Czerwonego IV Klasy),
2. Odznaka Honorowa Wojskowa I Klasy – srebrny krzyż (o wyglądzie poprzedniego),
3. Odznaka Honorowa Wojskowa II Klasy – srebrny medal (z dwuwierszową inskrypcją KRIEGS-VERDIENSTE)[2].

Odznakę noszono na białej wstążce z czarnymi paskami wzdłuż boków, a uczestnicy wojen na czarnej wstążce z białymi paskami.

## Złoty Krzyż Zasługi Wojskowej

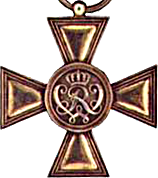

Najwyższy stopień odznaki – Złoty Krzyż Zasługi Wojskowej (Goldenes Militär-Verdienst-Kreuz) – był jednocześnie najwyższym pruskim odznaczeniem wojskowym nadawanym żołnierzom i podoficerom. W czasie I wojny światowej został nadany 1760 razy za wybitną odwagę i męstwo na polu walki. Był porównywany do wojskowego orderu Pour le Mérite, który był przeznaczony tylko dla oficerów. Żołnierze uhonorowani krzyżem posiadali jako dodatkowe przywileje: opiekę państwa, miesięczne wynagrodzenie (od 1914 do 1939 r. – 9 marek, od sierpnia 1939 – 20 marek, a w RFN 25 DM) i zapewnioną wojskową paradę na pogrzebie.